# Korak

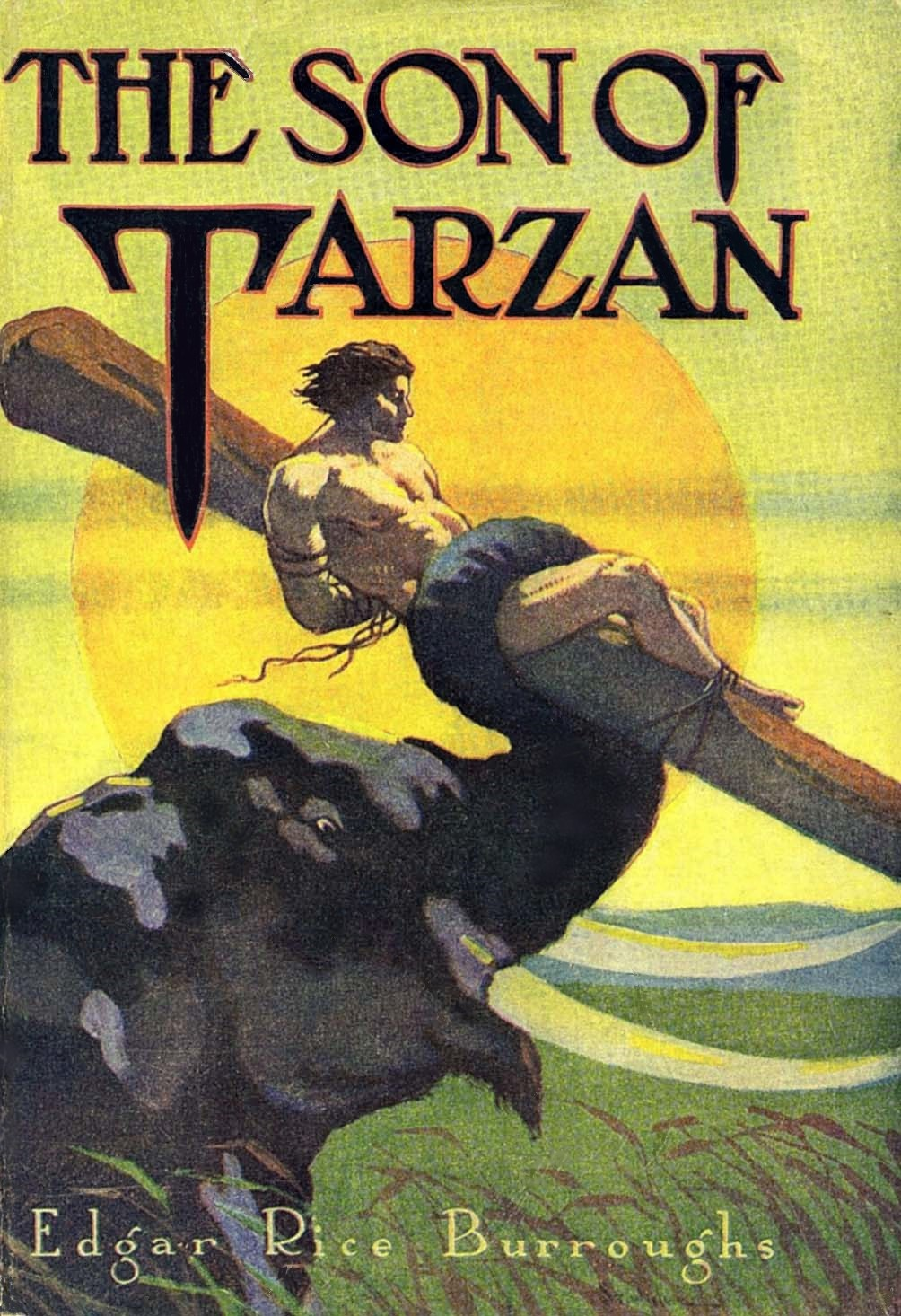
Schutzumschlag-Illustration für The Son of Tarzan von Edgar Rice Burroughs zur Illustration eines Artikels

Korak alias John Jack Clayton ist der fiktive Sohn Tarzans. Neben seinen Auftritten in den Romanen von Edgar Rice Burroughs hatte er seine eigene Film- und Comicserie.

## Auftritte
Die Figur des Korak als Sohn von Tarzan und Jane taucht zum ersten Mal im dritten Tarzan-Roman auf. Bereits im Jahr 1920 wurde darauf basierend ein fünfzehnteiliges Serial unter dem Titel The Son of Tarzan produziert, mit Gordon Griffith und Kamuela C. Searle als Protagonisten.
Die Comicfigur des Korak wurde im Jahr 1964 von Russ Manning geschaffen. Weitere Zeichner waren unter anderem Warren Tufts und Dan Spiegle. Deutschsprachige Comics erschienen in den Jahren 1967 bis 1976 beim Bildschriftenverlag, dem Williams Verlag und der Klaus Recht GmbH.